# Labouquerie
Labouquerie korábbi község Franciaországban, Dordogne megyében. Lakosainak száma 206 fő (2018. január 1.). Labouquerie Beaumont-du-Périgord, Saint-Avit-Sénieur, Sainte-Croix, Rampieux és Nojals-et-Clotte községekkel határos.
2016. január 1-jén három másik korábbi községgel egyesült és az így létrejött Beaumontois en Périgord új község része lett.

## Népesség
A település népességének változása:
| Lakosok száma | 152  | 142  | 171  | 202  | 203  | 208  | 230  | 238  | 208  | 206  |
|               | 1962 | 1968 | 1982 | 1990 | 1999 | 2008 | 2011 | 2013 | 2017 | 2018 |